# Рукописи Библии
Рукопись Библии (библейский манускрипт) — рукописная книга (свиток, кодекс) или её часть, содержащая текст Библии (Ветхого или Нового Завета). Дошедшие до нас библейские рукописи представляют собой копии оригинальных текстов, самые ранние из которых (написанные апостолом Иоанном) сделаны через несколько десятилетий после предполагаемой даты написания автографа — оригинального текста, написанного лично автором. Самые ранние рукописи Ветхого Завета датированы 2 веком до н. э.

## См. также

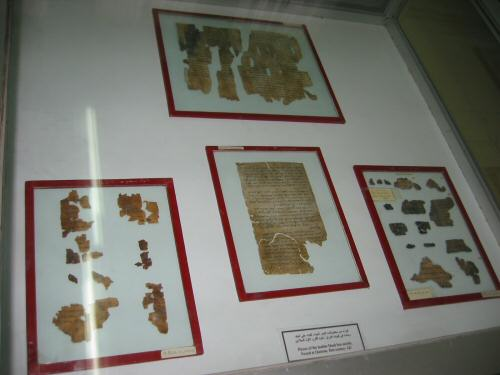
Фрагменты свитков Мёртвого моря на экспозиции в Археологическом музее в Аммане